# Арцемюк Олександра Володимирівна
Олекса́ндра Володи́мирівна Арцемю́к (нар. 16 червня 1938) — українська оперна співачка (меццо-сопрано).

## Життєпис
Народилася 16 червня 1938 року у Тирасполі, у Молдавській Автономній Радянській Соціалістичній Республіці Української РСР СРСР (тепер — місто у Молдові).
Навчалася у Чернівецькому музичному училищі.
Із 1956 по 1961 рік — навчалася у Московській консерваторії, клас Фаїни Петрової.
Із 1961 по 1993 рік була солісткою Харківського театру опери та балету.
У 1968 році — стала лавреаткою Республіканського конкурсу вокалістів, що проходив у Києві (I премія).
У 1976 році — отримала звання Заслужений артист Української РСР.
Викладала у Харківському інституті мистецтв імені Івана Котляревського.

## Партії
- Кончаківна («Князь Ігор»);
- Графиня («Винова краля»);
- Княгиня («Чародійка»);
- Лель («Снігуронька»);
- Любаша («Царева наречена»);
- Кармен («Кармен»);
- Азучена («Трубадур»);
- Маддалена («Ріголетто»);
- Варвара («Безрідний зять»).